# British-European-Airways-Flug 142
Auf dem British-European-Airways-Flug 142 (Flugnummer IATA: BE142, ICAO: BEA142, Funkrufzeichen: BEALINE 142) kollidierte am 22. Oktober 1958 eine Vickers 701 Viscount der British European Airways, die sich auf einem internationalen Linienflug von London nach Malta mit einem Zwischenstopp in Neapel befand, mit einer North American F-86E Sabre der Italienischen Luftstreitkräfte. Der Pilot des Kampfflugzeugs konnte sich mit dem  Schleudersitz retten, die 31 Insassen der Viscount kamen ums Leben.

## Beteiligte Maschinen

### Vickers Viscount der British European Airways
Bei der verunglückten Maschine handelte es sich um eine Vickers 701C Viscount mit der Werknummer 63, die durch British European Airways bestellt worden war. Am 25. Oktober 1954 wurde sie mit dem Luftfahrzeugkennzeichen G-ANHC auf diese Fluggesellschaft zugelassen. Der Erstflug der Maschine erfolgte am 1. Dezember 1954 in Hurn, Bournemouth, Hampshire. Am 19. Dezember 1954 wurde die Maschine an die British European Airways ausgeliefert und erhielt in diesem Zusammenhang den Taufnamen RMS Sir Leopold McClintock Das viermotorige Mittelstreckenflugzeug war mit vier Turboproptriebwerken des Typs Rolls-Royce Dart 506 ausgestattet.

#### Insassen
Den Flug auf dem betroffenen Flugabschnitt hatten 26 Passagiere angetreten. Es befand sich eine fünfköpfige Besatzung an Bord.

### North American F-86 Sabre der Italienischen Luftstreitkräfte

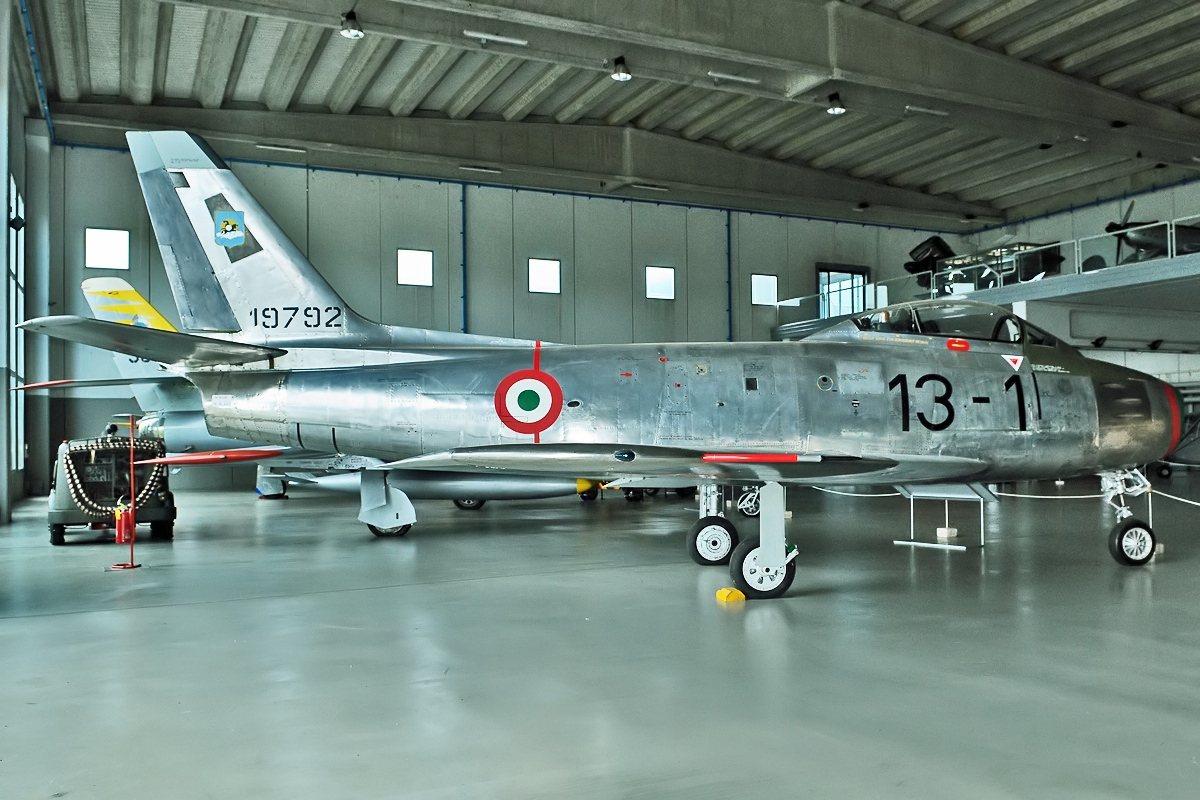
Eine North American F-86E Sabre der Italienischen Luftstreitkräfte

Das zweite Luftfahrzeug war eine North American F-86E Sabre der italienischen Luftstreitkräfte. Die Maschine mit der Modellseriennummer 730 trug das militärische Luftfahrzeugkennzeichen MM19830.

#### Pilot und Flugzweck
Als einziges Besatzungsmitglied befand sich der 28-jährige Giovanni Savorelli an Bord. Die Maschine führte eine Formation aus vier baugleichen Kampfflugzeugen an, die um 10:45 Uhr vom Militärflugplatz Pratica di Mare gestartet war.

## Unfallhergang
Die Maschine befand sich auf dem Flug von London nach Neapel und folgte dem Airway Amber 1. Die Piloten meldeten um 11:44 Uhr, dass sie Ostia in einer Höhe von 23.500 Fuß überflogen. Die Maschine flog weiter in Richtung Ponza, wobei sie das dortige Ungerichtete Funkfeuer um 11:57 Uhr überfliegen sollte. Die um 10:45 Uhr gestartete Formation sollte Übungen in dem westlich von Amber 1 gelegenen und für zivile Flugzeuge gesperrten Gebiet Pratica 1 durchführen. Die Formation befand sich 5 km westlich von Anzio auf einem Kurs von 310 Grad und führte ein Gegenangriffsmanöver durch, dieses bestand aus einem Sturzflug, dem anschließenden Flug einer Rechtskurve im Steigflug und einem abschließenden, nahezu vertikalen Sturzflug. Während dieses Sturzflugmanövers stieß die führende Maschine mit der unter ihr fliegenden Viscount zusammen, wobei sie kurz hinter dem Cockpit mit dieser zusammenprallte. Beide Maschinen stürzten zu Boden, wobei die 31 Insassen der Viscount starben. Dem Kampfpiloten gelang es, mittels Schleudersitz die Maschine zu verlassen, jedoch wurde er schwer verletzt und verbrachte sechs Monate im Krankenhaus.

## Ursache
Der Unfall wurde auf „höhere Gewalt“ zurückgeführt, da keiner der Piloten das andere Flugzeug sah, bevor die Maschinen kollidierten. Ein beitragender Faktor für den Unfall sei das Abweichen des Viscount von der geplanten Route gewesen, wodurch sie sich in einem gesperrten Luftraum befand, der für militärische Aktivitäten vorgesehen war.